# Ларенталії
Ларенталії — свято в Стародавньому Римі, яке відзначалося 23 грудня в останній день Сатурналій. За однією версією його заснували на честь ларів, божеств, які охороняли житло і родинне щастя, за іншою вірогіднішою версією — на честь Акки Ларентії — годувальниці й названої матері Ромула і Рема та дружини пастуха Фаустула. Під час цього свята члени квіриналій і первосвященики приносили жертви померлим, як правило, на вівтарях, присвячених Ацці Ларентії. Зазвичай це відбувалося у Велабро, в ущелині між Палатином і Капітолієм, у місці, де, як вважалося, похована Акка Ларентія.
Свято Ларенталії завершувало серію давньоримських фестивалів і свят року.